# AH-1 Cobra
El Bell AH-1 Cobra és un helicòpter d'atac equipats amb un rotor principal de 2 pales, 1 sol motor turboeix i fabricat per Bell Helicòpter als Estats Units. Comparteix motor, transmissió, rotor i altres sistemes amb l'helicòpter de transport i utilitari UH-1 Iroquois. L'AH-1 és conegut pels sobrenoms HueyCobra o Snake.

## Especificaions

### AH-1G HueyCobra
Dades de Modern Military Aircraft, Verier, Modern Fighting Aircraft
Característiques generals
- Tripulació: 2: one pilot, one co-pilot/gunner (CPG)
- Longitud: 16,2 m (amb tots dos rotors en funcionament)
- Diàmetre del rotor: 13,4 m
- Alçada: 4,12 m
- Pes buit: 2.630 kg
- Pes màxim d'enlairament: 4.310 kg
- Motors: 1×  turboeix Lycoming T53-L-13, 1.100 cavalls
- Rotor system: 2 pales al rotor principal, 2 al de cua
- Longitud del fuselatge: 13,5 m

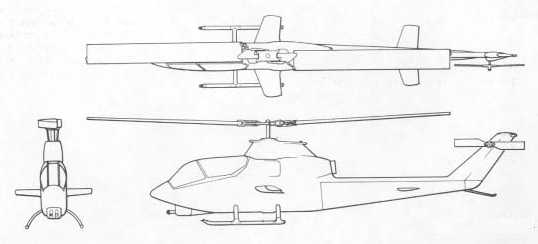
Vistes superior, frontal i lateral

- Diàmetre de les falses ales: 3,15 m

 Rendiment 
- Velocitat màxima absoluta : 190 nusos (352 km/h)
- Velocitat màxima: 149 nusos (227 km/h)
- Abast: 310 milles nàutiques (574 km)
- Sostre de servei: 11.400 peus (3.475 m)
- Ràtio d'ascens: 1.230 peus/min (6,25 m/s)

Armament

- 2 metralladores multicanó tipus minigun de calibre 7,62 × 51 mm OTAN o 2 llançagranades M129 de calibre 40 mm
- 7 coets de calibre 70 mm en un llançador M158 o 19 coets en un llançador M200
- Contenidors d'armes amb una Minigun de calibre 7,62 mm extra (M18) o un contenidor XM35 equipat amb una canó automàtic M61 Vulcan de 20 mm